# Sorvilán (kommunhuvudort)
Sorvilán är en kommunhuvudort i Spanien.   Den ligger i provinsen Provincia de Granada och regionen Andalusien, i den södra delen av landet, 400 km söder om huvudstaden Madrid. Sorvilán ligger 790 meter över havet och antalet invånare är 746.
Terrängen runt Sorvilán är huvudsakligen kuperad, men västerut är den bergig. Terrängen runt Sorvilán sluttar söderut.  Närmaste större samhälle är Albuñol, 5,6 km öster om Sorvilán. Trakten runt Sorvilán består till största delen av jordbruksmark.